# Niederpallen
Niederpallen är en ort i Luxemburg.   Den ligger i distriktet Diekirch, i den västra delen av landet, 22 km nordväst om huvudstaden Luxemburg. Niederpallen ligger 267 meter över havet och antalet invånare är 374.
Terrängen runt Niederpallen är platt åt sydost, men åt nordväst är den kuperad. Niederpallen ligger nere i en dal.  Närmaste större samhälle är Ettelbruck, 17,2 km nordost om Niederpallen. 
Omgivningarna runt Niederpallen är en mosaik av jordbruksmark och naturlig växtlighet. Runt Niederpallen är det ganska tätbefolkat, med 60 invånare per kvadratkilometer.